# Aniru Conteh
Aniru Sahib Sahib Conteh (Jawi Folu, Provincia del Este; 6 de agosto de 1942-Kenema, 4 de abril de 2004) fue un médico sierraleonés experto en la fiebre de Lassa.

## Biografía
Nació en Jawi Folu (Provincia del Este) el 6 de agosto de 1942, era hijo del jefe local. Su madre murió cuando tenía dieciséis años y tuvo que dejar la escuela para mantener a la familia. Con el tiempo pudo retomar sus estudios de química y biología para obtener su grado de bachiller en la Universidad de Durham de Freetown, la capital del país. Trabajó como profesor brevemente y se matriculó en medicina en la Universidad de Ibadán, en Nigeria. Después de graduarse en 1974 trabajó en el hospital universitario de Ibadán hasta su vuelta a Sierra Leona en 1979.
Su labor contra la fiebre de Lassa, una enfermedad descubierta en 1969 y presente en Sierra Leona desde 1972, comenzó cuando ocupó un puesto en el hospital metodista Nixon de Segbwema (Provincia del Este), que estaba administrado por los Centros para el Control y la Prevención de Enfermedades (CDC) de Estados Unidos en el marco de su programa para el control e investigación de la fiebre de Lassa. Conteh fue nombrado superintendente de este centro sanitario en 1980 y, posteriormente, director clínico del ala dedicada a la fiebre de Lassa. Esta fue trasladada a Kenema con motivo de la guerra civil que comenzó en 1991. Aunque el conflicto obligó con el tiempo a la finalización del programa de los CDC, la atención sanitaria pudo mantenerse con el apoyo de la Medical Emergency Relief International (Merlin) del Reino Unido.
En marzo de 2004, Conteh contrajo la fiebre de Lassa al inocularse accidentalmente el virus mientras intentaba extraer sangre de una paciente. A pesar del tratamiento con ribavirina, su estado empeoró al desarrollar vómitos, diarrea, hemorragias e insuficiencia cardíaca que le provocaron un choque hipovolémico y paro cardíaco. Falleció días más tarde, el 4 de abril, en Kenema.